# Rob Mayth
Rob Mayth (Hagen, 5 februari 1984), geboren als Robin Brandes, is een Duits dj en hands-up-producer. Hij produceerde onder andere voor de projecten Pimp! Code, Dave Darell, Teenagerz en Straight Flush.

## Leven
Robin Brandes groeide op in Hagen in een muzikaal gezin en begon al op achtjarige leeftijd met pianoles. Later verruilde hij de piano voor de computer en begon hij in 1996 met muzieksoftware als Dance Machine, Magix Music Maker en later FL Studio en Logic Pro.
Aanvankelijk produceerde Brandes vooral voor Thunderdome en melodycoremuziek - richtingen die zich vooral van zijn huidige richting onderscheidden. Deze muziek verspreidde hij via websites als MyOwnMuzic (voorheen GTmusic.de) en Virtual-Volume onder het publiek. Hij nam de reacties die hij daar kreeg ter harte en nam een demo-cd op, die echter nooit bij een platenlabel werd uitgebracht.
Nadat hij via internet de producer Waveliner had leren kennen en hem zijn demo-cd had laten horen, begonnen ze samen aan het project Waveliner vs. Rob Mayth. De eerste track Harder Than Ever van dit project stond na de eerste week op nummer 11 in de Discomania-verkoophitlijst en stond ruim 5 weken in de Duitse DJ-Playlist. De tweede track Children of XTC volgde niet lang daarna.
Hierna bracht Brandes zijn eerste solosingle Can I Get A Witness uit onder de naam Rob Mayth bij Mental Madness Records. Ook werd hij actief als remixer voor onder meer Special D., Cascada, Groove Coverage, Rocco vs. Bass-T en veel andere artiesten. Verder startte hij ook projecten als Pimp! Code, Katie Jewels, Straight Flush en Dave Darell.

## Muziek
Robin Brandes produceert als Rob Mayth voornamelijk hands up, maar laat hier vaak ook hardstyle-elementen in doorschemeren. Ook worden er veel dj-effecten gebruikt, zoals scratches en stabs.

## Projecten
| Pseudoniem                   | Coproducers                          | Tracks | Verschijningsdatum |
| ---------------------------- | ------------------------------------ | --- | --- |
| Waveliner vs. Rob Mayth      | Michael Hinze                        | - Harder Than Ever - Children of XTC | - Oktober 2003 - Juli 2004 |
| Rob Mayth                    |                                      | - Can I Get a Witness - Barbie Girl - iPower! (vs. Floorfilla) - Herz an Herz / Heart to Heart - Feel my Love - Another Night 2k12                                        | - Juli 2005 - Maart 2006 - Januari 2007 - Juni 2008 - Maart 2010 - Januari 2012                                                          |
| Tabassco vs. Spread 'N' Lick | Alfonso Bernasconi, Thomas Scheffler | - Rock Da Gee | - Oktober 2005 |
| L&M Project                  | Christian Probst                     | - Crazy Beatz | - December 2005 |
| Teenagerz                    | Axel Konrad                          | - Slam Down | - April 2006 |
| Red Light District           |                                      | - Dream Of | - April 2006 |
| Pimp! Code                   | Timo Erlenbruch (sinds 2007)         | - We Are the Best - F*ckin' Fresh - R U Ready? - Like a Rocket - Wicked Body Moves - You Know - Raise Your Head Up!                                                       | - Mei 2006 - Mei 2006 - Mei 2006 - Januari 2007 - Januari 2007 - Oktober 2007 - Oktober 2007                                             |
| Katie Jewels                 | Martijn de Vries                     | - Come Again - Burnin' Love - Never Alone (feat. Al Storm) | - Februari 2007 - Januari 2008 - Maart 2009                                                                                              |
| Active One                   |                                      | - Massive Mood | - Augustus 2007 |
| Dan Winter vs. Mayth         | Daniel Winter                        | - Dare Me | - September 2007 |
| Straight Flush               |                                      | - She's Got That Light - Lets All Chant (My Body, Your Body) | - Maart 2007 - September 2007 |
| Rob M. feat. Bar10ders       | Alex Moerman, Paul Gorbulski         | - Goodbye (Na Na Na) | - Oktober 2007 |
| Azora                        | Martijn de Vries                     | - Tell You a Secret - The Heartache - Free - Lost Without a Fight | - December 2007 - Februari 2008 - Augustus 2009 - Februari 2011                                                                          |
| 1Plus1                       | Martijn de Vries                     | - Off the Wall (Enjoy Yourself) | - April 2008 |
| Aunt Mary                    |                                      | - Right into the Weekend - Stuck with You | - Mei 2008 - Februari 2009 |
| Chasing                      |                                      | - Waiting for You | - Augustus 2008 |
| Dave Darell                  |                                      | - Children - Freeloader - Silver Surfer (feat. Hardy Hard) - Flash 2.9 (vs. Hi:Fi) - It's A Smash (vs. Spencer & Hill) - Keep Your Hands Up                               | - Augustus 2008 - Oktober 2008 - Januari 2009 - Juli 2009 - Oktober 2010 - Juni 2011                                                     |
| Rob & Chris                  | Christopher Ast                      | - Superheld - WM Wahnsinn - Wahnsinn - Eskalation - Durchgemacht (feat. Sandberg) - Mond (feat. Sandberg) - 150Beatz - Autobahn - We Are One (Easter Rave Anthem)! - Geil | - Juni 2009 - Juni 2010 - Augustus 2010 - Juni 2011 - December 2011 - Mei 2012 - September 2012 - Februari 2013 - April 2013 - Juli 2013 |
| RMFB                         |                                      | • Children (Remix) | • Juli 2016 |

## Mixes
| Titel                 | Bijzonderheden                                                      | Verschijningsdatum |
| --------------------- | ------------------------------------------------------------------- | ------------------ |
| Hardbass Chapter 8    | - CD1 Mixed By Rocco vs. Bass-T - CD2 Mixed By Rob Mayth vs. DJ Neo | - April 2006       |
| Future Trance Vol. 63 | - CD3 Mixed By Rob Mayth                                            | - Februari 2013    |

## Remixes
| - 4 Strings - Take Me Away (Dave Darell Remix) - 4 Strings - Take Me Away (Katie Jewels Remix) - Age Pee - Out of the Dark (Rob Mayth Remix) - Alex M vs. Marc Van Damme - Technodisco (Rob Mayth Remix) - Alex Megane - Hurricane (Rob Mayth Remix) - Angel City - Sunrise (Rob Mayth Remix) - Aycan - Devil in Disguise (Rob Mayth Remix) - Bad Habit Boys - Weekend '09 (Dave Darell Remix) - Baracuda - La Di Da (Elektrofachgeschäft Remix) - Base Attack - Techno Rocker (Rob Mayth Remix) - Breeze & Ufo vs. Lost Witness - Love To The Stars (Azora Remix) - BT - Suddenly (Dave Darell Remix) - Cascada - Evacuate the Dancefloor (Rob Mayth Remix) - Cascada - Love Again (Rob Mayth Remix) - Cascada - How Do You Do (Rob Mayth Remix) - Ceoma feat. The Larx - Love Is More (Rob Mayth Remix) - Clubgroovers - Warriors of Love (Rob Mayth Remix) - Delaction - Free Radical (Rob Mayth Remix) - DHT - Listen to Your Heart (Rob Mayth Remix) - Dreamland - Summerland (Rob Mayth Remix) - Floorfilla - Sister Golden Hair (Rob Mayth Remix) - Fragma - Memory (Rob Mayth Remix) - Groove Coverage - 21st Century Digital Girl (Teenagerz Remix) - Groove Coverage - Because I Love You (Elektrofachgeschäft Remix) - Groove Coverage - Holy Virgin (Rob Mayth Remix) - Groove Coverage - Summer Rain (Rob Mayth Remix) - Italobrothers - Love Is On Fire (Rob & Chris Remix) - Kaskade & Deadmau5 - Move For Me (Dave Darell Remix) - Kato feat. Jon - Turn The Lights Off (Dave Darell Remix) - Keira Green - All out of Love (Rob Mayth Remix) - Klingenberg - T! (Dave Darell Remix) - Lacuna - Celebrate the Summer 2006 (Rob Mayth Remix) | - Lance Inc - One More Try (Rob Mayth Remix) - Lazard - Your Heart Keeps Burning (Rob Mayth Remix)* - Le Brisc - Keep It Hard (Rob Mayth Remix) - Lolita - Joli Garçon (Rob & Chris Remix) - Liz Kay - You´re Not Alone 2009 (Dave Darell Remix) - Manian - Hold Me Tonight (Rob Mayth Remix) - Manian - Turn the Tide 2008 (Dave Darell Remix) - Melanie Flash - Halfway to Heaven (Rob Mayth Remix) - Mental Madness Allstars - The Anthem (Rob Mayth Remix) - Mikesh - 2 Know Good (Teenagerz Remix) - Partycheckerz - Baby I Love Your Way (Rob Mayth Remix) - Paul van Dyk - For an Angel 2009 (Dave Darell Remix) - Raveboy - Get Up 4 Dancecore (Rob Mayth vs. Pimp! Code Remix) - Red Light District - Dream Of (Rob Mayth Remix) - Rocco - Everybody 9.0 (Elektrofachgeschäft Remix) - Rocco vs. Bass-T - I Can't Take It (Elektrofachmarkt Remix) - Rocco vs. Bass-T - Tell Me When (Rob Mayth vs. Pimp! Code Remix) - Rushroom - Don't Give Up (Rob Mayth Remix) - Scale - Fight (Rob Mayth Remix) - Sergio Ramos - Be Loved (Dave Darell Remix) - Scotty - The Black Pearl (Dave Darell Remix) - DJ Sledge Hammer - Sunshine (Rob Mayth Remix) - Sol Noir - Superstring (Dave Darell Remix) - Solar Patrol - Milky Way (Teenagerz Remix) - Special D. - Come with Me (Rob Mayth Remix) - Special D. - You (Rob Mayth Remix) - Stereo Palma - Dreaming (Dave Darell Remix) - Straight Flush - Let's all chant (Rob Mayth Remix) - Styles & Breeze - Amigos (Rob Mayth Remix) - Sunrider - Fable (Dave Darell Remix) - Sven-R-G vs. Bass-T - On a Party Trip (Rob Mayth Remix) - Teenagerz - Slam Down (Rob Mayth Remix) - Tocadisco feat. Vangosh - Way of Love (Dave Darell Remix) - Topmodelz - When You're Looking Like That (Rob Mayth Remix) - Zane & Foster - Big Boom Bang (Rob Mayth Remix) |

* ook bekend onder de naam Pain & Wild - My Heart Keeps Burnin' (Rob Mayth Remix)